# Nicolaus Mercator
N. Mercator skal ikke forveksles med den flamske kartograf Gerardus Mercator.
Niklaus Kauffmann kaldet Nicolaus Mercator (født 1620, død 14. januar 1687) var en holstensk matematiker. Hans egentlige efternavn var Kauffmann, og hans fornavn ses også skrevet som blandt andet Niklaus, men Nicolaus Mercator var den almindeligt brugte latiniserede form af hans navn.
Mercator arbejdede i perioden 1648-1654 ved Københavns Universitet, hvor han også udgav lærebøger i matematik og astronomi. Senere, mens Mercator var i England, havde han kontakt med Newton, med hvem han blandt andet diskuterede Månens bevægelse (diskussioner, der inspirerede Newton til at formulere tyngdeloven).
Mercators navn forbindes med den uendelige række
{\displaystyle \ln(1+x)=x-{\frac {1}{2}}x^{2}+{\frac {1}{3}}x^{3}-{\frac {1}{4}}x^{4}+\cdots }
hvor ln betegner den naturlige logaritme. Faktisk var Mercator også den første, der kaldte denne logaritme "naturlig" (log naturalis).
Han opfandt endvidere et maritimt kronometer, som havde betydning ved navigation.

## Ekstern henvisning
- Biografi om Nicolaus Mercator (engelsk)

1. ↑  Navnet er anført på svensk og stammer fra Wikidata hvor navnet endnu ikke findes på dansk.